# Mount Dougherty
Mount Dougherty är ett berg i Antarktis. Det ligger i Östantarktis. Nya Zeeland gör anspråk på området. Toppen på Mount Dougherty är 2 790 meter över havet, eller 291 meter över den omgivande terrängen. Bredden vid basen är 1,2 km.
Terrängen runt Mount Dougherty är kuperad åt nordost, men åt sydväst är den bergig. Trakten är obefolkad. Det finns inga samhällen i närheten.